# Niandra LaDes and Usually Just a T-Shirt
Albums de John Frusciante
Smile from the Streets You Hold
(1997)
Niandra LaDes and Usually Just a T-Shirt est le premier album solo de John Frusciante, le guitariste des Red Hot Chili Peppers, sorti en 1994. Frusciante a sorti cet album après avoir reçu les encouragements de ses amis Johnny Depp, Flea, Perry Farrell et Gibby Haynes, chanteur des groupes Jane's Addiction et Butthole Surfers qui lui ont dit qu'il n'y avait plus de bonne musique.
Sur l'album, Frusciante chante, joue de la guitare, du piano, on peut aussi entendre des effets étranges, obtenus par exemple grâce à la modification de la vitesse de la bande. Toni, la petite amie de John à l'époque chante également sur les dernières chansons de l'album. La plupart des chansons ont été écrites avant que John ne quitte les Red Hot en 1992 durant la tournée de Blood Sugar Sex Magik, une grande partie des premières chansons ont même été enregistrées alors que le groupe enregistrait BSSM en 1991, John a signalé que, dans la première partie, seule Running Away Into You a été composée après son départ.
Il s'agit en fait d'un double album, les douze premières pistes constituant la partie Niandra LaDes (Niandra LaDes est un personnage féminin que jouait John dans un film de 1992 réalisé par Toni Oswald) tandis que les pistes 13 à 25 constituent Usually Just a T-Shirt. Il y a aussi une reprise des authentiques et précurseurs Bad Brains, un groupe de punk hardcore, par ailleurs cité comme une influence par Flea. Cette reprise n'a d'ailleurs pas été mentionnée comme telle dans les crédits de la première édition de l'album qui indiquait que toutes les musiques ont été composées et produites par John Frusciante. Cette erreur a été corrigée dans les rééditions qui ont suivi.
L'album a longtemps été très rare et difficile à trouver puisqu'il a été retiré de chez les disquaires en 1998 à la suite d'une demande du guitariste lui-même. En effet, il venait de réintégrer les Red Hot Chili Peppers et a préféré retirer de la vente le disque ainsi que son deuxième album Smile from the Streets You Hold, sorti en 1997. Toutefois, l'album est ressorti en 1999.

## La Jaquette
On peut y voir John Frusciante travesti en Rrose Sélavy, en hommage à Marcel Duchamp, qu'il cite très souvent comme une influence certaine de sa carrière. Sur la pochette, on peut également lire « To Clara », l'album étant dédié à la fille de son ami Flea, prénommée Clara. À l'époque, il dit d'elle qu'elle était « la personne la plus forte qu'il ait jamais rencontrée ».

## Titres de l'album
1. As Can Be – 2:57
2. My Smile is a Rifle – 3:48
3. Head (Beach Arab) – 2:05
4. Big Takeover – 3:18
5. Curtains – 2:30
6. Running Away Into You – 2:12
7. Mascara – 3:40
8. Been Insane – 1:41
9. Skin Blues – 1:46
10. Your Pussy's Glued to a Building on Fire – 3:17
11. Blood on My Neck From Success – 3:09
12. Ten to Butter Blood Voodoo – 1:59
13. Untitled – 0:34
14. Untitled – 4:21
15. Untitled – 1:50
16. Untitled – 1:38
17. Untitled – 1:30
18. Untitled – 1:29
19. Untitled – 1:42
20. Untitled – 7:55
21. Untitled – 7:04
22. Untitled – 0:25
23. Untitled – 1:51
24. Untitled – 5:27
25. Untitled – 1:52